# Zamia fischeri
Zamia fischeri là một loài thực vật hạt trần trong họ Zamiaceae. Loài này được Miq. ex Lem. miêu tả khoa học đầu tiên năm 1845.